# Enrico Grancarolo
Enrico Grancarolo (... – forse 1122) è stato un vescovo cattolico italiano.

## Biografia
Di lui si hanno scarse notizie. Qualche genealogista lo ha ritenuto membro della famiglia patrizia degli Zancaruol.
Eletto vescovo di Malamocco, decise di spostare la sede della diocesi a Chioggia a causa dei fenomeni erosivi che avevano compromesso la sicurezza isola. Difficile datare l'avvenimento: gli studiosi antichi parlano dell'anno 1110, ma altri studi propendono per il 1106 o addirittura per gli anni '20 o '30; per quanto riguarda il giorno, l'evento era in passato commemorato il 14 maggio (la cosiddetta "Pasqua delle Rose") coincidente però con la festività dei patroni santi Felice e Fortunato.
Il Grancarolo è dunque considerato il primo vescovo di Chioggia, sebbene tale titolo sia attestato solo nel 1179.
Morì, forse, lo stesso anno in cui fu nominato il suo successore, Stefano I, ovvero nel 1122.